# Manuel Garrido García

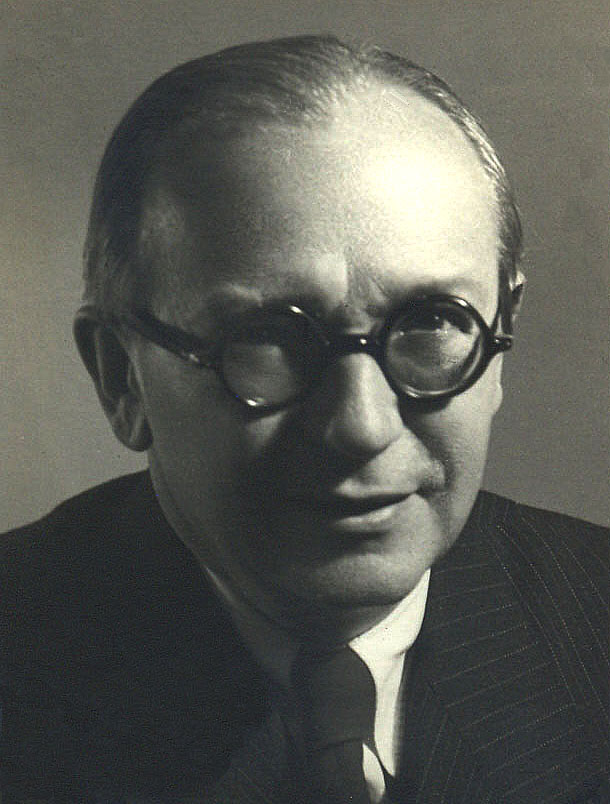
Manuel Garrido

Manuel Garrido García (Madrid, 2 de junio de 1895-Madrid, 2 de enero de 1968) fue un dibujante de prensa español, presidente de la Asociación de Dibujantes de España, director de la revista Pocholo y apoderado general de banca. 

## Biografía
Segundo de los once hermanos de una familia modesta, lo que hizo que tras una educación primaria en la Escuela de San Antón, tuviera que trabajar desde los trece años en diversos medios para contribuir a la precaria economía familiar, alternando estos trabajos con la asistencia a la Escuela de Artes y Oficios o a las clases de dibujo del natural del Círculo de Bellas Artes, lo que hizo que su formación artística fuera absolutamente autodidacta.
Desde muy joven empezó a publicar sus dibujos en Mundo Nuevo, La Hoja de Parra y en El Parlamentario, diario defensor de la causa francófila en 1918, El Imparcial, La Zarpa y Gutiérrez, más la asidua colaboración, durante sus diez años de existencia de Buen Humor, y en la revista deportiva Pocholo de la que fue director, y la viñeta de tipo político del diario Heraldo de Madrid hasta 1934 año en que inició la publicación en la revista semanal Crónica de sus multitudes que tanta fama le habían de dar, hasta la guerra civil. Posteriormente continúa su labor en Buenas Noches, suplemento semanal del diario Pueblo, Fotos y las revistas Cucú y Don Jose y finalmente los jeroglíficos del diario ABC. 
Fue presidente de la Asociación de Dibujantes de España durante muchos años y publicó varios libros: La multitud, Madrileños en serie y Yo quiero ser caricaturista, que merecieron elogios de diferentes críticos y periodistas del momento.
Alternó estos trabajos con su trabajo en una entidad bancaria en la que fue apoderado general. Su hijo Luis Garrido, seguirá su estela artística como pintor y artista del tapiz.

## Crítica
Un caricaturista que, como Marcel Capy ayer en Francia o Tito y Xaudaró, también ayer en España reproduce en sus estampas la realidad humorística de las muchedumbres. Me refiero a Manuel Garrido, cuyo álbum La Multitud, recién publicado supera la visión ingeniosamente certera de sus antecesores.
José Francés, de la Real Academia de Bellas Artes de San Fernando, en un artículo publicado en La Vanguardia.

Creo que es uno de los testimonios más vivos que el momento presente de Madrid entrega a la historia para su conocimiento. En unas breves líneas decisivas revela la Psicología de cada uno de esos madrileños, pero fundiéndola de la calidad multitudinaria del conjunto. Y todo ello planteado con una gracia aniñada hilarante de un humor sin fondo de amargura.
José Camón Aznar, crítico de arte de ABC.

Hay siempre en Garrido una sana intención pedagógica de rectitud social, de encauzamiento de costumbres, de enderezamiento de caminos… y todo ello de una gracia de creación, de concepto de dibujo en multitud, que no hastía, que no se repite, dándonos sorpresas magnificas en su visión panorámica y varia de esas mismas multitudes.
José Prados López, secretario de la Asociación de pintores y escultores, en Pueblo.

Como en los cuadros de Brueghel, cuanto más miramos la escena, mas intimidades nos salen al encuentro. El inventario de la dislocación humana atisbado por Garrido es infinito. En los dibujos de Garrido la multitud está catalogada con detalle. Nadie se ha escapado. Multitud madrileña, añadamos, verdadera y divertida crónica que, el día de mañana, unos eruditos muy serios aducirán como un venerable y alegre documento.
Mariano Rodríguez de Rivas, en Arriba.

Si tuviéramos el lápiz y la pluma para componer este Glosario, quisiéramos utilizarlos como los emplea Garrido, el Cronista dibujante de la Villa de Madrid. Garrido es al dibujo madrileño lo que ha sido Pablo Sorozábal a la música del sainete. Sorozábal se ha evadido del patio de La Revoltosa para poner en música a los esquiadores	domingueros y a los mecánicos del día. Garrido nos muestra la supervivencia del carácter madrileño con una zumba y una ironía del mejor linaje. Garrido es un Cronista convincente de nuestra Villa.
Maximiano García Venero de su "Glosario urbano" del diario Ya.

También con el lápiz o el pincel se hace literatura. Garrido, dibujando en este o aquel periódico, y reuniendo en un volumen algunos de sus dibujos, ha hecho un gracioso y veraz sainete de Madrid…
Melchor Fernandez Almagro en ABC.

## Obras principales
- La multitud.
- Madrileños en serie (1946).[1]
- Yo quiero ser caricaturista (1952).[2]

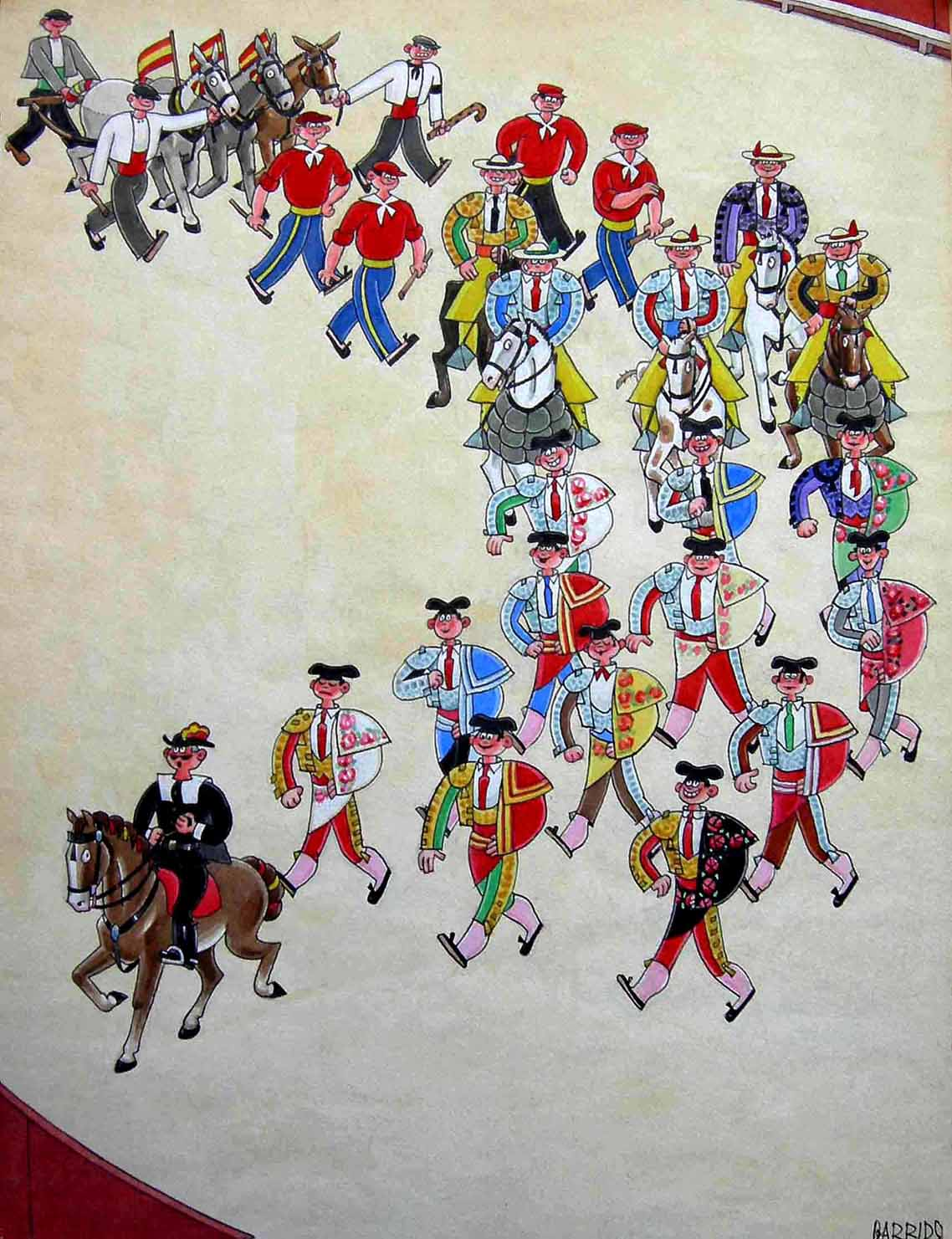
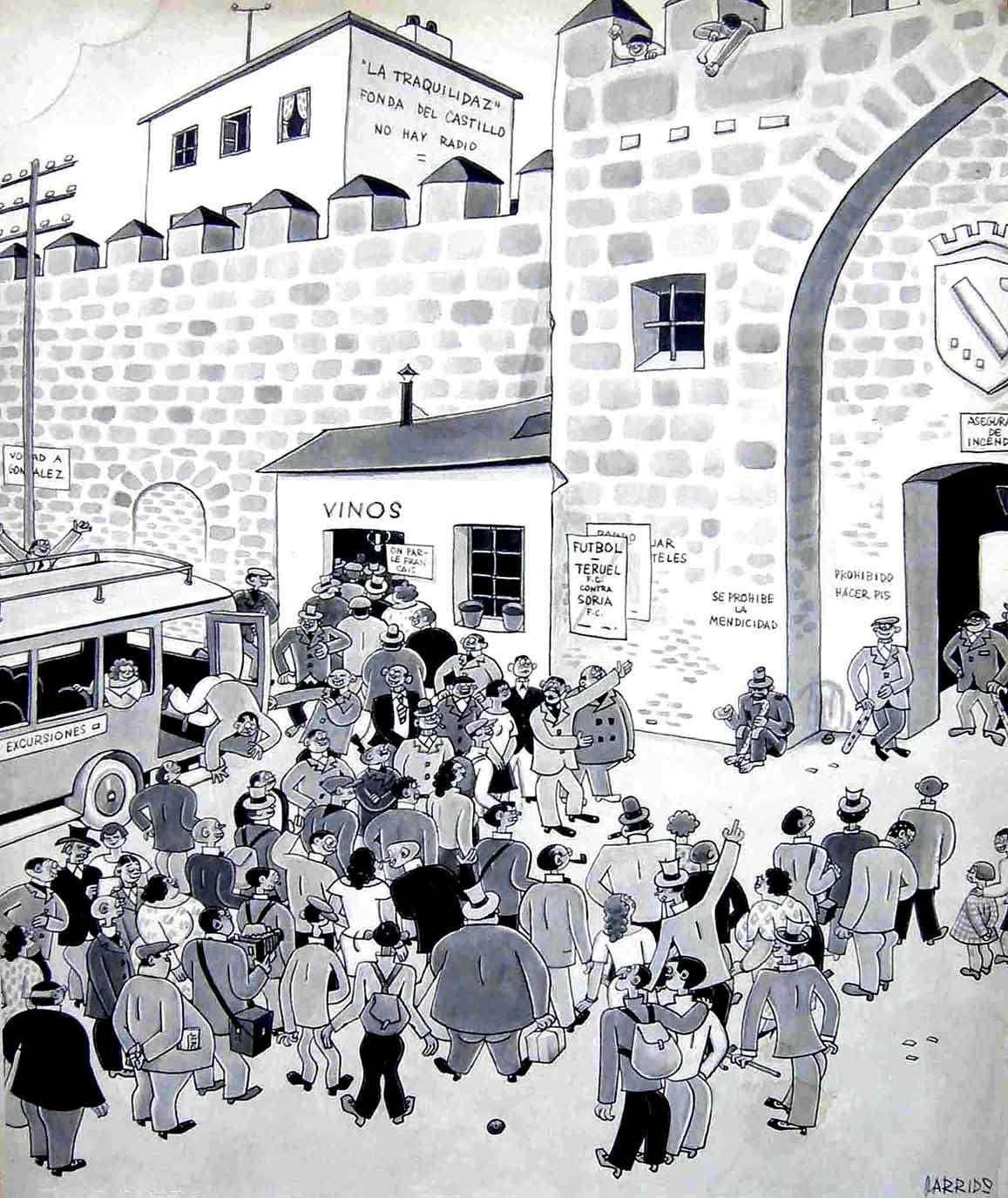
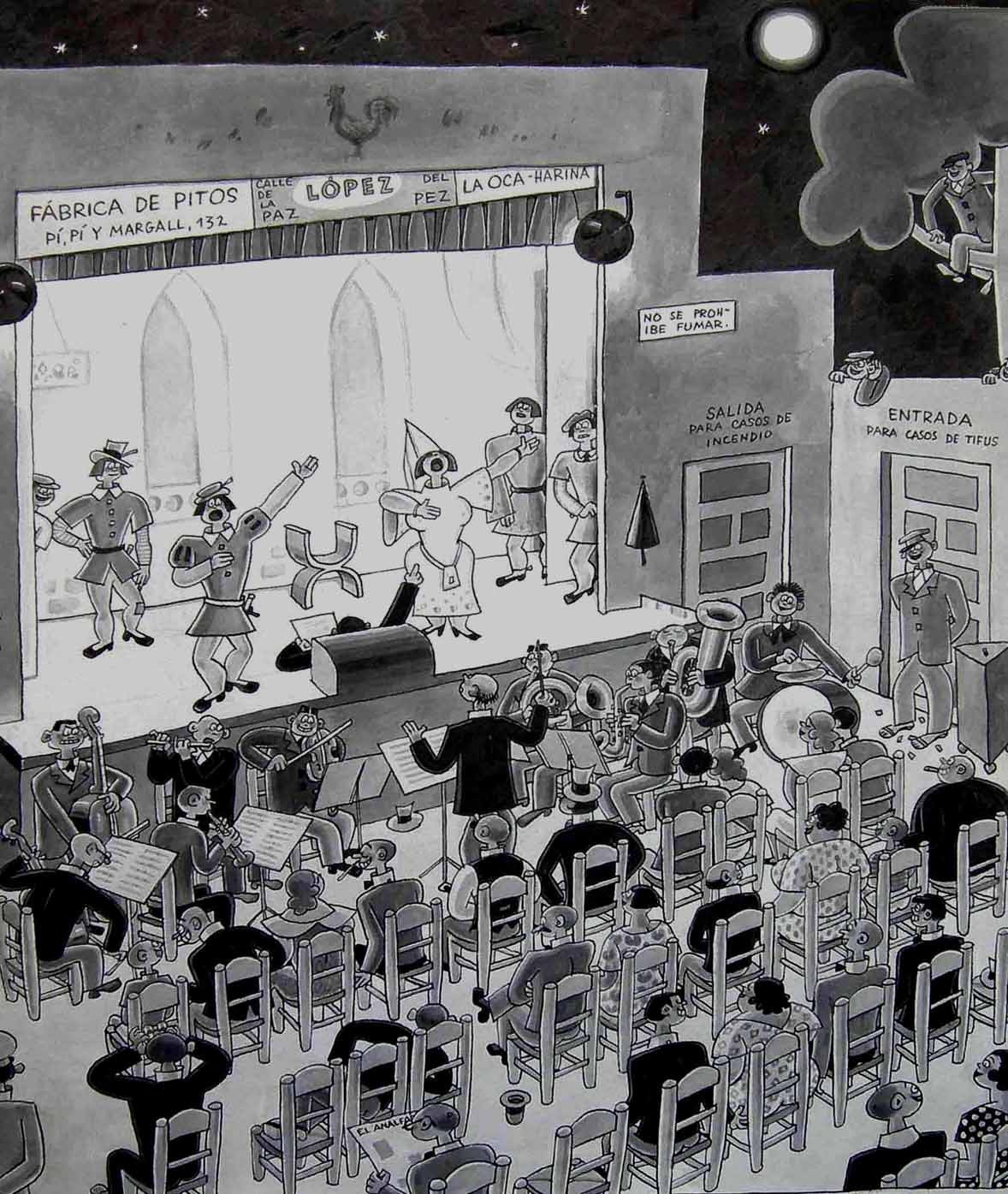
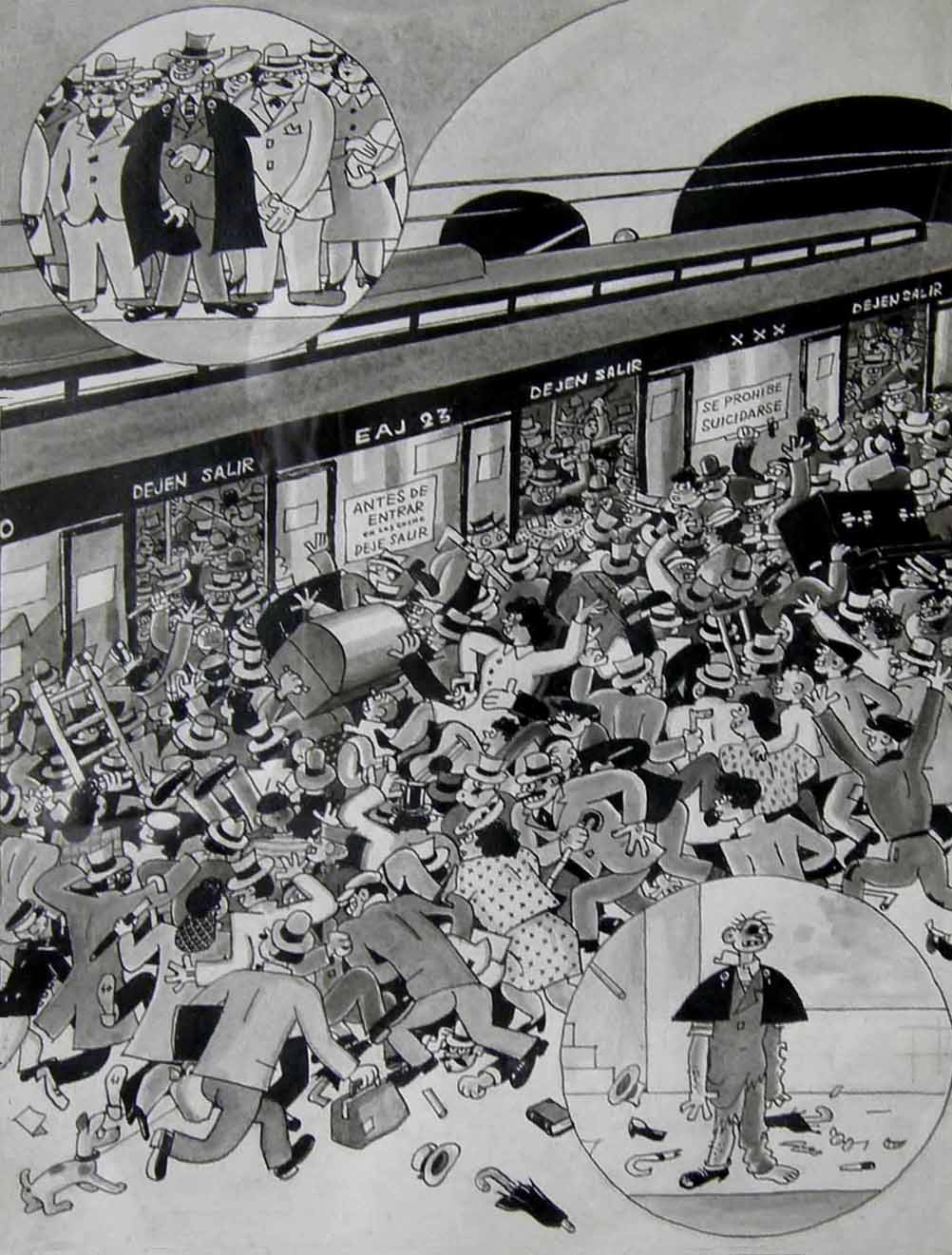
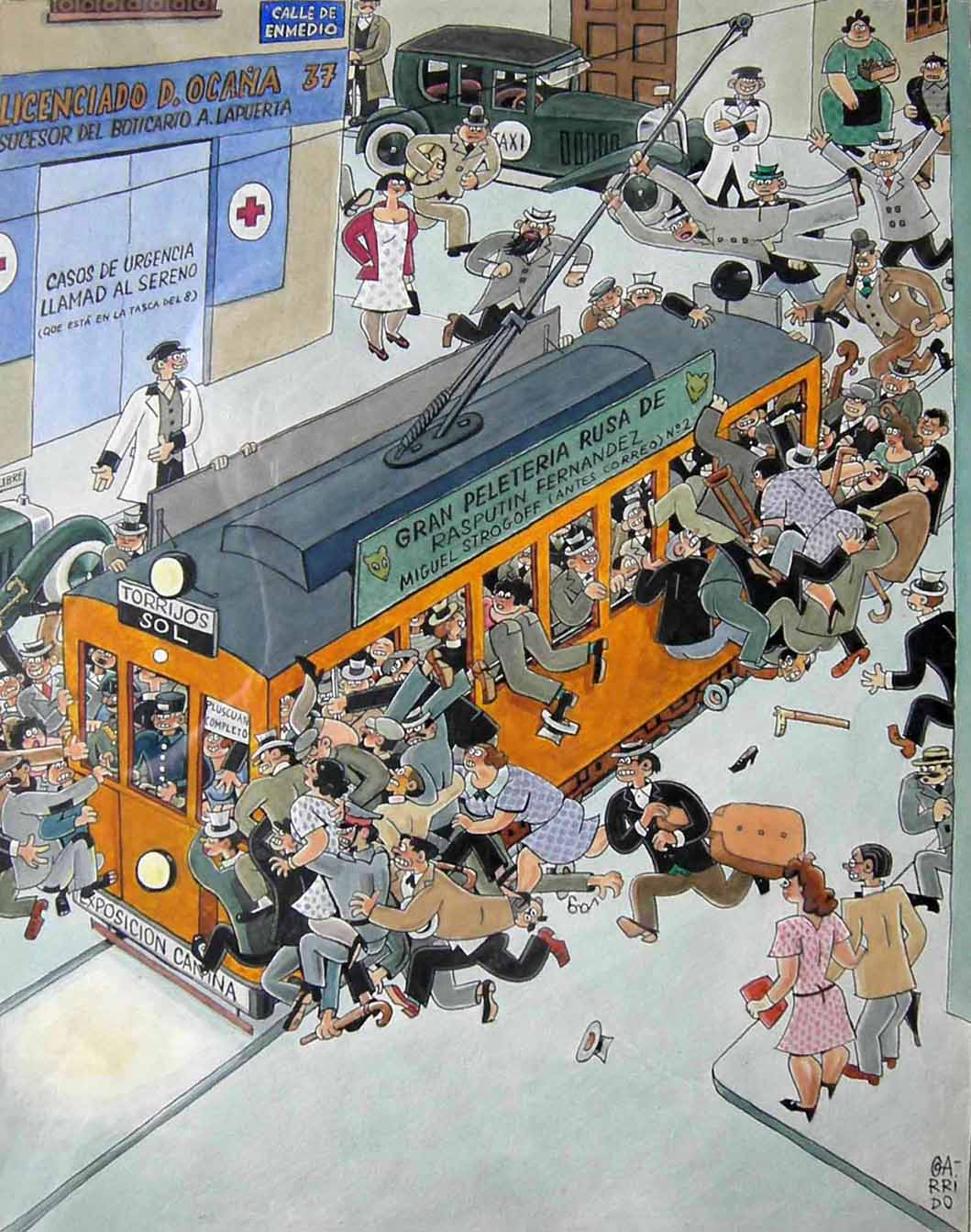
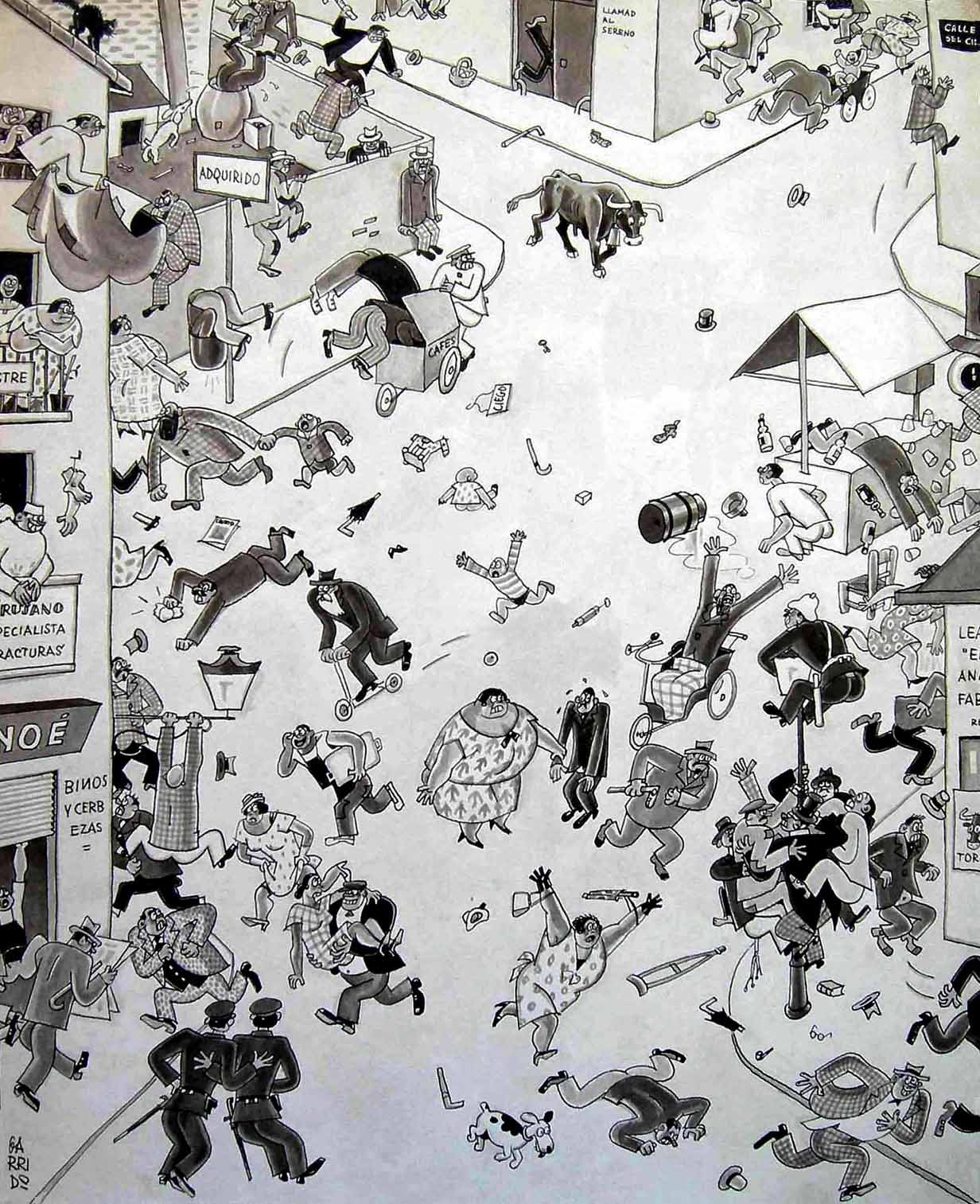
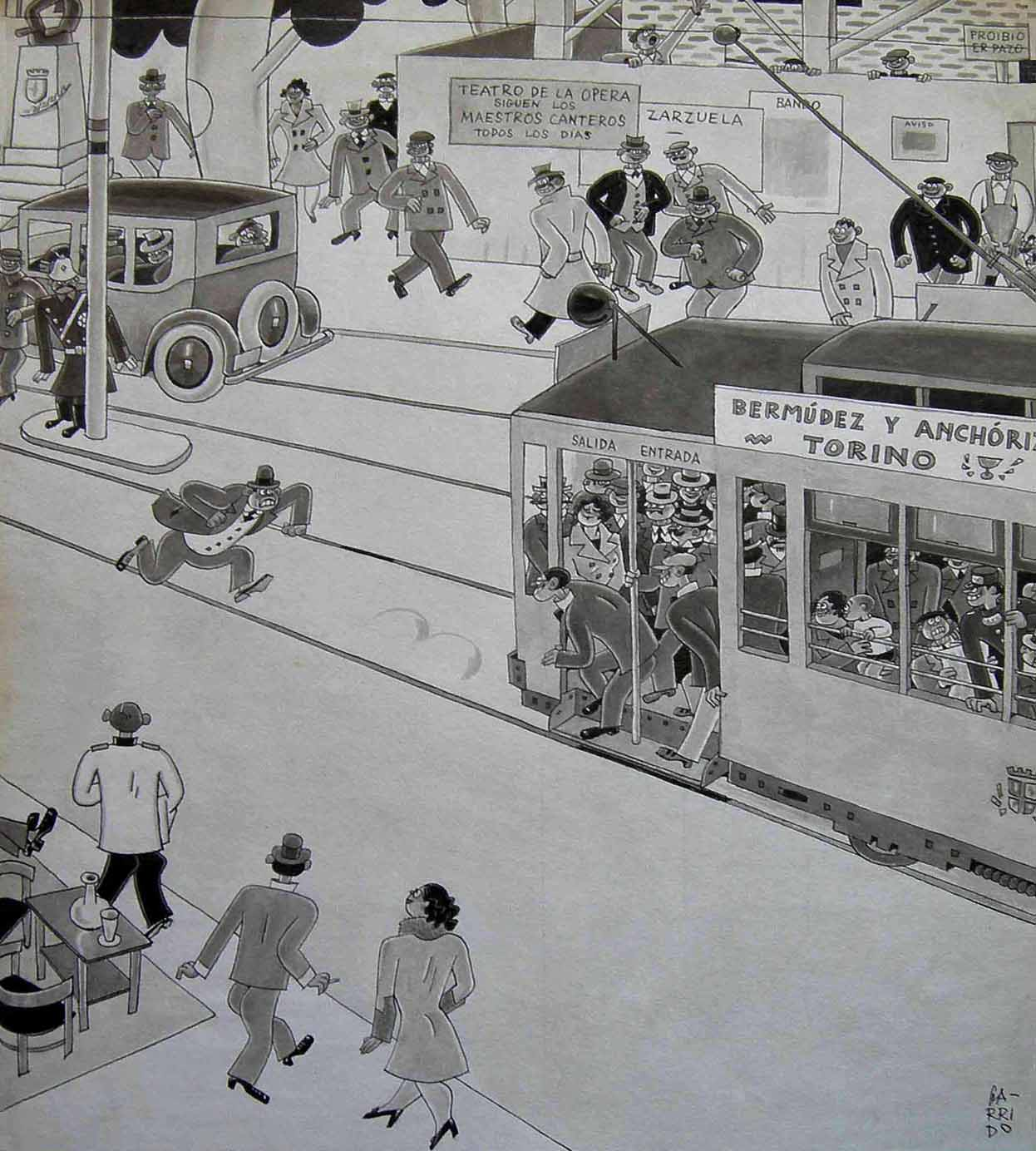
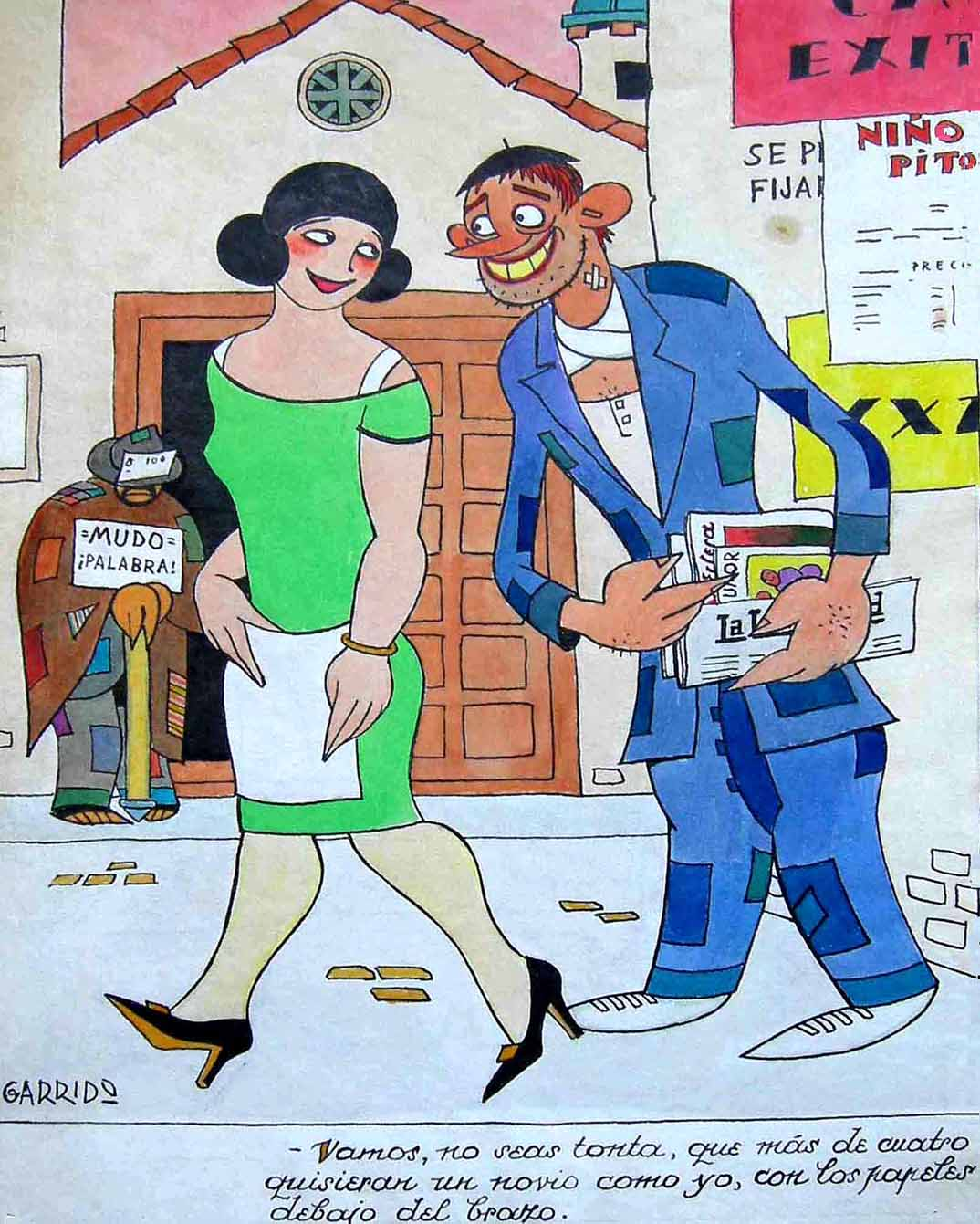

## Otras publicaciones
- MUCHAS GRACIAS.
- EL PIROPO del sello CARCELLER en los números 6, 7, 11, 17, 18, 26, 29, 31, 32, 33, 36. 1931
- DON JOSÉ del sello DIARIO ESPAÑA, S. L.
- CUCÚ del sello CUCU. GRAFICAS MADRID
- BUEN HUMOR del sello COMPAÑIA GENERAL ARTES GRAFICAS
- GUTIÉRREZ del sello RIVADENEYRA, S. A.
- PAKITU del sello PUBLICACIONES MUNDIAL